# Acquisitions territoriales des États-Unis

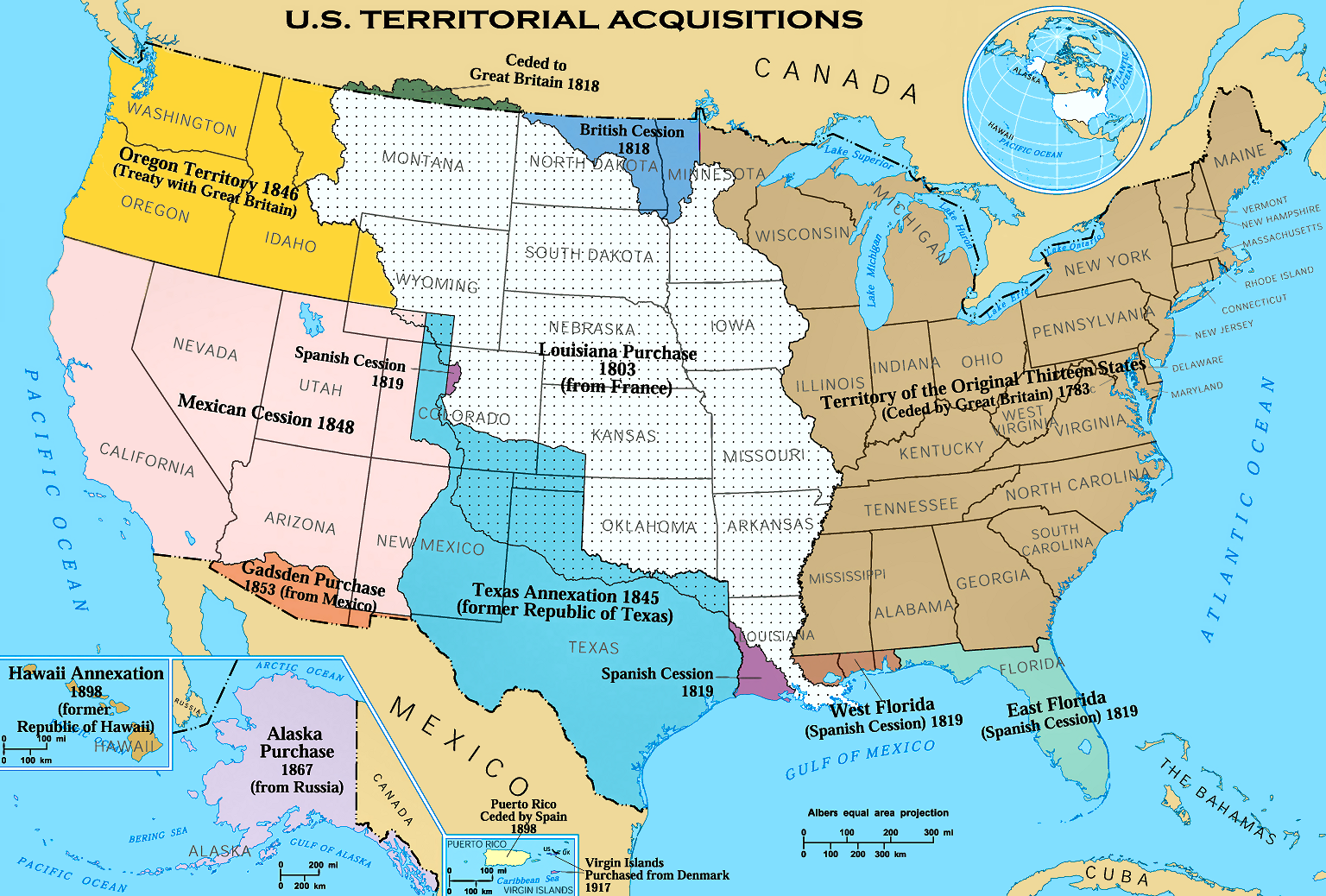
Atlas national des États-Unis décrivant de façon simplifiée les acquisitions territoriales.

Cet article recense les acquisitions territoriales des États-Unis, à partir de l'indépendance du pays.

## Critères
Seules sont incluses les acquisitions territoriales provenant d'autres États : les nombreuses acquisitions provenant des Amérindiens ne sont pas listées ici ; pour cet aspect, se référer à l'article Évolution territoriale des États-Unis.
Cette liste exclut les protectorats (comme le Nicaragua entre 1912 et 1933) et territoires américains (comme le Liberia entre 1822 et 1847).

## Chronologie
- 1783 : le traité de Paris avec la Grande-Bretagne définit les frontières originelles des États-Unis. À cause d'ambiguïtés dans le traité, la souveraineté sur l'île Machias Seal et North Rock est toujours contestée entre les États-Unis et le Canada ; les autres ambigüités (incluant le conflit d'Aroostook et le territoire d'Indian Stream) furent levées par le traité Webster-Ashburton en 1842.

- 1803 : l'achat de la Louisiane, négocié par Robert Livingston pendant la présidence de Thomas Jefferson ; le territoire fut acheté à la France pour 15 millions de dollars. Une petite portion fut cédée au Royaume-Uni en 1818 en échange du bassin de la Rivière Rouge. Une partie plus importante de ce territoire fut cédée à l'Espagne en 1819 lors de l'achat de la Floride et acquis à nouveau à la suite de l'annexion du Texas et de la cession mexicaine.

- 1810 : la Floride occidentale est déclarée possession américaine par le président James Madison.

- 1810 : Tristan da Cunha, première possession d'outremer éphémère des États-Unis. Cette île de l'océan Atlantique sud fut revendiquée par Jonathan Lambert de Salem, qui mourut dans un accident de bateau en 1812. Pendant la guerre de 1812, les États-Unis l'utilisèrent comme base navale contre les navires britanniques. Après la guerre, elle fut abandonnée et annexée dans les mois suivants par le Royaume-Uni avec l'île Ascension.

- 1818 : la convention de 1818. Acquisition de la vallée de la Rivière Rouge, cédée par le Royaume-Uni.

- 1819 : le traité d'Adams-Onís. Cession de la Floride orientale et de l'État libre de Sabine par l'Espagne. L'Espagne renonce en outre à ses revendications sur l'Oregon Country.

- 1845 : l'entrée de la république du Texas dans l'Union. Cette annexion fut déjà votée en 1836. Malgré la mise en garde du chef d'État mexicain Antonio López de Santa Anna pour qui cette annexion serait « l'équivalent d'une déclaration de guerre contre la République mexicaine », le président John Tyler signe le traité d'annexion en avril 1844. Le Congrès américain approuva cette annexion le 28 février 1845. Le Texas devint le 28e État des États-Unis le 29 décembre 1845.

- 1846 : le traité de l'Oregon. L'Oregon Country, zone de l'Amérique du Nord entre l'océan Pacifique et les montagnes rocheuses, était contrôlé conjointement par le Royaume-Uni et les États-Unis depuis la convention de 1818. Le traité de l'Oregon divise ce territoire le long du 49e parallèle. Les îles San Juan seront revendiquées et occupées par les deux parties entre 1846 et 1872 à cause d'ambigüités dans le traité. Un arbitrage conduira à une souveraineté américaine intégrale sur l'archipel en 1872.

- 1848 : le traité de Guadalupe Hidalgo. À la suite de la guerre américano-mexicaine, le Mexique cède aux États-Unis le territoire qui constitue actuellement le sud-ouest du territoire américain (territoire appelé cession mexicaine) et reconnait l'adhésion de la république du Texas (et des terres qu'elles revendiquait) à l'Union. De plus, le Mexique reconnait le Rio Grande comme frontière sud du Texas. En contrepartie, les États-Unis versent 15 millions de dollars au Mexique et acceptent de payer les plaintes de citoyens américains contre le Mexique, qui s'élevaient à plus de 3 millions de dollars.

- 1853 : l'achat Gadsden. Les États-Unis achètent une bande de terre le long de la frontière avec le Mexique (actuellement au Nouveau-Mexique et en Arizona) pour 10 millions de dollars. Ce territoire sera par la suite utilisé pour le chemin de fer transcontinental sud.

- 1856 : le Guano Islands Act. Les États-Unis revendiquent plusieurs îles inoccupées. Les îles Baker, Howland et de la Navasse seront annexées en 1857 (l'île de la Navasse est actuellement revendiquée par Haïti). L'atoll Johnston sera revendiqué par les États-Unis et Hawaï en 1858, situation réglée en 1898 avec son annexion. Les îles Midway seront découvertes et revendiquées en 1859 et formellement annexées en 1867. Le récif Kingman sera annexé en 1922.

- 1867 : l'achat de l'Alaska à la Russie.

- 1873 : le désaccord avec le Mexique sur la région de Chamizal, créée entre 1852 et 1873 à la suite d'une modification du cours du Rio Grande. Le territoire sera en majeure partie rétrocédé au Mexique par traité en 1963.

- 1898 : annexion de Hawaï à la demande du gouvernement de la république d'Hawaï, principalement composé d'hommes d'affaires américains et européens ayant renversé le royaume de Hawaii quatre ans auparavant. Avec Hawaii, les États-Unis annexent l'atoll Palmyra, précédemment annexé en 1859 puis abandonné et revendiqué par Hawaï.

- 1898 : le traité de Paris. Porto Rico, Guam, les Philippines et Cuba sont cédés par l'Espagne aux États-Unis après la guerre ; les États-Unis versent 20 millions de dollars à l'Espagne en compensation. Ces quatre régions sont placées sous gouvernement militaire. Cuba deviendra une nation indépendante en 1902 et les Philippines en 1946.

- 1899 : l'annexion de Wake (revendication actuellement contestée par les îles Marshall).

- 1899 : l'occupation des Samoa américaines, lesquelles seront constituées en territoire en 1929.

- 1900 : la cession de l'île Tutuila et de l'île Aunuu par leurs chefs, ajoutées par la suite aux Samoa américaines.

- 1904 : l'annexion de Manu'a, ajoutée par la suite aux Samoa américaines.

- 1917 : l'achat des îles Vierges américaines à la couronne danoise pour 25 millions de dollars pendant la Première Guerre mondiale. Les habitants des îles Vierges deviendront citoyens américains en 1927.

- 1925 : l'annexion de l'île Swains (occupée depuis 1856), ajoutée par la suite aux Samoa américaines (revendication actuellement contestée par Tokelau).

- 1935 : l'annexion de l'île Jarvis. L'île avait été précédemment annexée en 1858 puis abandonnée en 1879.

- 1947 : l'occupation des îles Marshall, des États fédérés de Micronésie, des îles Mariannes du Nord et des Palaos pendant la Seconde Guerre mondiale est formalisée. Les États fédérés de Micronésie et les îles Marshall deviendront indépendantes en 1986, les Palaos en 1994.

- 1970 : le traité frontalier de 1970 transfère 10,9 km2 de territoire mexicain aux États-Unis. En échange, les États-Unis cèdent 8,45 km2 au Mexique, dont la ville de Rio Rico.